# Grand Prix automobile d'Italie 2015
GP précédent GP suivant
Le Grand Prix automobile d'Italie 2015 (Formula 1 Gran Premio d'Italia 2015), disputé le 6 septembre 2015 sur le circuit de Monza, est la 928e épreuve du championnat du monde de Formule 1 courue depuis 1950 où le circuit, situé dans le Parco Reale de Monza, faisait partie des sept pistes utilisées pour cette édition inaugurale. Il s'agit de la soixante-sixième édition du Grand Prix d'Italie comptant pour le championnat du monde de Formule 1, la soixante-cinquième se tenant à Monza, et de la douzième manche du championnat 2015.
Pour la onzième fois cette saison, la quatrième fois à Monza et la quarante-neuvième fois de sa carrière, Lewis Hamilton est en pole position. Il domine l'ensemble des séances d'essais et n'a besoin que d'une tentative en Q3 pour se mettre hors de portée de ses rivaux. Devant leur public, les Ferrari réalisent leur meilleure qualification en 2015 et ne sont pas loin du champion du monde en titre : Kimi Raïkkönen en première ligne à ses côtés, à 234 millièmes de seconde, suivi par Sebastian Vettel auteur du troisième temps à 288 millièmes. Aux prises avec des problèmes de moteur (il a dû effectuer les qualifications avec le bloc propulseur utilisé du Grand Prix du Canada en juin à celui de Belgique deux semaines plus tôt), Nico Rosberg se contente d'un départ en deuxième ligne derrière Vettel. Les deux Williams de Felipe Massa et Valtteri Bottas sont sur la troisième ligne, Sergio Pérez et Romain Grosjean sur la quatrième. Les pénalités accumulées par les pilotes Mclaren, Red Bull et Toro Rosso les repoussent aux derniers rangs.
Lewis Hamilton, parti de la pole position, réalise un chelem en s'imposant au terme du Grand Prix sans en quitter la première place et en réalisant le meilleur tour dans la quarante-huitième boucle. il remporte sa septième victoire de la saison et la quarantième de sa carrière. Alors qu'Hamilton s'élance en tête, Kimi Räikkönen, à ses côtés, manque son envol et est dépassé par l'ensemble du plateau avant même le premier virage ; sa remontée le mène à la cinquième place finale. Sebastian Vettel roule en deuxième position tout au long de l'épreuve, à bonne distance néanmoins d'Hamilton. Nico Rosberg le menace en fin de course mais le  moteur de sa Mercedes explose à trois tours du but, et il doit abandonner. Dans les derniers tours, Felipe Massa doit résister à son coéquipier Valtteri Bottas pour monter sur la troisième marche du podium.  Sergio Pérez se classe sixième devant son coéquipier Nico Hülkenberg. Les Force India sont suivies de Daniel Ricciardo, Marcus Ericsson (pour la troisième fois consécutive dans les points) et Daniil Kvyat, dans les points pour la quatrième fois d'affilée. 
Lewis Hamilton augmente encore son avance en tête du championnat du monde, avec 53 points de plus que Rosberg qui abandonne au cinquantième tour alors qu'il était troisième (252 points contre 199). Avec les 18 points de la deuxième place, Sebastian Vettel (178 points) revient à 21 points de Rosberg, tandis que Felipe Massa (97 points) subtilise la quatrième place à Kimi Räikkönen (92 points), talonné par son compatriote Valtteri Bottas (91 points). Daniil Kvyat (58 points) devance toujours son coéquipier Daniel Ricciardo (55 points). Malgré son abandon, Romain Grosjean (38 points) conserve sa place et devance désormais Sergio Pérez (33 points). Mercedes, avec 451 points, conserve la tête du championnat devant Ferrari (270 points) et Williams (188 points) ; suivent Red Bull Racing (113 points) et Force India (63 points) qui repasse Lotus resté à 50 points après un double abandon. La Scuderia Toro Rosso restée à 35 points précède ensuite Sauber (25 points) et McLaren (17 points). Manor Marussia n'a pas encore inscrit de point.

## Essais libres

### Première séance, le vendredi de 10 h à 11 h 30
| Pos. | Pilote           | Voiture              | Chrono         | Écart     |
| ---- | ---------------- | -------------------- | -------------- | --------- |
| 1    | Lewis Hamilton   | Mercedes             | 1 min 24 s 670 |           |
| 2    | Nico Rosberg     | Mercedes             | 1 min 25 s 133 | + 0 s 463 |
| 3    | Sebastian Vettel | Ferrari              | 1 min 26 s 258 | + 1 s 588 |
| 4    | Nico Hülkenberg  | Force India-Mercedes | 1 min 26 s 612 | + 1 s 942 |
| 5    | Sergio Pérez     | Force India-Mercedes | 1 min 26 s 730 | + 2 s 060 |
| 6    | Kimi Räikkönen   | Ferrari              | 1 min 26 s 783 | + 2 s 113 |

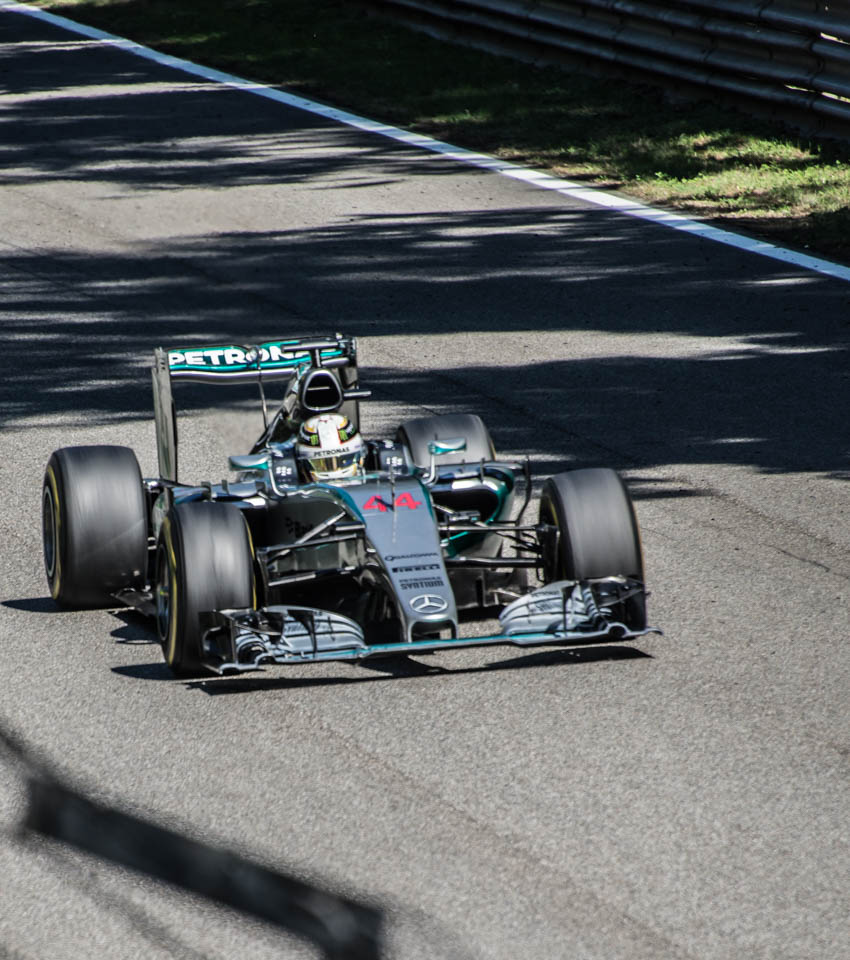
Lewis Hamilton à Monza en 2015.

La piste est sèche et le soleil de la partie au début de la première séance d'essais libres du Grand Prix d'Italie. Nico Hülkenberg (Force India), Felipe Massa et Valtteri Bottas (Williams F1 Team) prennent la piste l'esprit libre puisqu'il viennent de prolonger leur contrat. Pour boucler leur tour d'installation, tous les pilotes s'élancent derrière Sebastian Vettel, premier en piste pour saluer les tifosi. Comme au Grand Prix précédent, à Spa, Pirelli propose les mélanges « mediums » (les plus durs) et « tendres ». Daniel Ricciardo doit rentrer dès la fin de son tour d'installation car du FlowVis (un liquide vert fluorescent permettant de visualiser les flux d'air sur les monoplaces) apposé sur son aileron avant s'est répandu sur la visière de son casque. Max Verstappen fixe le temps de référence en 1 min 31 s 817 et améliore sur sa lancée, en 1 min 30 s 315 puis 1 min 29 s 413,,.
Daniil Kvyat  passe en tête en 1 min 28 s 572 puis s'efface derrière Pastor Maldonado (1 min 28 s 330) qui ne peut lutter face à Lewis Hamilton qui améliore tour après tour (1 min 27 s 616, 1 min 26 s 305 et 1 min 25 s 653). Quelques instants plus tard, Carlos Sainz Jr. sort de la piste dans la Parabolica et provoque l'interruption de la séance sur drapeau rouge,,.
À la mi-séance, Nico Rosberg prend la tête du classement en 1 min 25 s 423 mais son coéquipier Hamilton réplique en 1 min 25 s 122 ; en 1 min 24 s 670, il réalise ensuite le meilleur temps de la session. Derrière, les Force India VJM08B poursuivent sur leur lancée de Spa, puisque Sergio Pérez devance Kimi Räikkönen et prend la cinquième place derrière son coéquipier Hülkenberg. Vettel, auteur du troisième temps, part en tête-à-queue dans la première chicane à quelques minutes du terme et termine à plus d'une seconde de la Mercedes d'Hamilton,,.
- Jolyon Palmer, pilote essayeur chez Lotus F1 Team, remplace Romain Grosjean lors de cette séance d'essais.

### Deuxième séance, le vendredi de 14 h à 15 h 30
| Pos. | Pilote           | Voiture              | Chrono         | Écart     |
| ---- | ---------------- | -------------------- | -------------- | --------- |
| 1    | Lewis Hamilton   | Mercedes             | 1 min 24 s 279 |           |
| 2    | Nico Rosberg     | Mercedes             | 1 min 24 s 300 | + 0 s 021 |
| 3    | Sebastian Vettel | Ferrari              | 1 min 25 s 038 | + 0 s 759 |
| 4    | Sergio Pérez     | Force India-Mercedes | 1 min 25 s 278 | + 0 s 999 |
| 5    | Nico Hülkenberg  | Force India-Mercedes | 1 min 25 s 325 | + 1 s 046 |
| 6    | Kimi Räikkönen   | Ferrari              | 1 min 25 s 380 | + 1 s 101 |

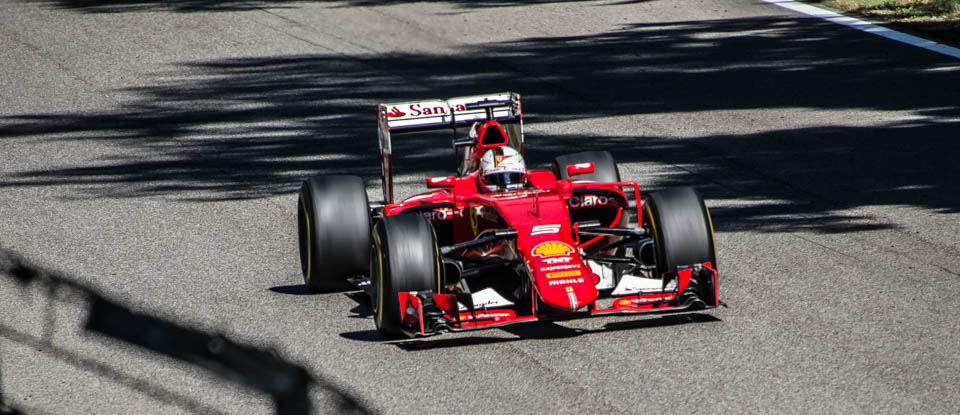
Sebastian Vettel à Monza en 2015.

Alors que les services météorologiques du circuit annoncent des risques d'averse, la deuxième séance d'essais libres débute sur une piste sèche malgré la présence de quelques nuages. Kimi Räikkönen fixe le temps de référence en 1 min 26 s 684,,. 
Sebastian Vettel passe en tête en 1 min 26 s 548 et Nico Hülkenberg améliore en 1 min 26 s 439. Vettel reprend son bien en 1 min 26 s 252 mais doit s'incliner face aux Mercedes de Nico Rosberg (1 min 25 s 617) et Lewis Hamilton (1 min 25 s 285 et 1 min 25 s 133) alors que la séance a commencé depuis vingt minutes,,.
Peu avant la mi-séance, les équipes décident de travailler sur de longs relais avant de passer des pneus tendres en toute fin de séance. Daniel Ricciardo, bloqué en première vitesse à cause d'une panne hydraulique rentre au stand et ne peut en sortir que pour la dernière demi-heure d'essais. Son coéquipier Daniil Kvyat reste bloqué au stand encore plus longtemps tandis que Jenson Button, à cause d'une fuite d'huile sur sa McLaren MP4-30 perd plus de la moitié de son temps d'essais dans les stands,,.
Vettel, le premier à chausser les pneus tendres, s'installe immédiatement en tête du classement en 1 min 25 s 038. Lewis Hamilton, quelques instants plus tard, réalise le meilleur temps de l'après-midi en 1 min 24 s 279. Derrière, seul Vettel réussit à s'immiscer au sein d'un peloton de moteurs Mercedes où s'illustrent à nouveau les Force India. Toutefois, les Mercedes ne semblent pas exemptes de problème puisque tant Hamilton que Rosberg ont bloqué leurs roues en bout de ligne droite, ce qui nécessite des ajustements des freins de leurs monoplaces,,.

### Troisième séance, le samedi de 11 h à 12 h
| Pos. | Pilote           | Voiture           | Chrono         | Écart     |
| ---- | ---------------- | ----------------- | -------------- | --------- |
| 1    | Lewis Hamilton   | Mercedes          | 1 min 24 s 544 |           |
| 2    | Sebastian Vettel | Ferrari           | 1 min 24 s 808 | + 0 s 264 |
| 3    | Nico Rosberg     | Mercedes          | 1 min 24 s 843 | + 0 s 299 |
| 4    | Valtteri Bottas  | Williams-Mercedes | 1 min 24 s 946 | + 0 s 402 |
| 5    | Felipe Massa     | Williams-Mercedes | 1 min 25 s 165 | + 0 s 621 |
| 6    | Pastor Maldonado | Lotus-Mercedes    | 1 min 25 s 242 | + 0 s 698 |

La troisième et dernière séance d'essais libres du Grand Prix d'Italie débute par une température de 16 °C, sur une piste détrempée par les averses nocturnes prévues par les services météorologiques du circuit. Les pilotes s'élancent pour boucler un premier tour d'installation en pneus intermédiaires car il faudra attendre de longues minutes avant que la piste redevienne adaptée aux pneus slicks. Comme lors de la première séance d'essais, Max Verstappen fixe le temps de référence, en 1 min 34 s 366, et améliore sur sa lancée, en 1 min 34 s 304 alors que peu de pilotes s'aventurent sur la piste humide. Carlos Sainz Jr. coupe la première chicane et renverse un des gros blocs de polystyrène, comme Sergio Pérez la veille,,.
À la mi-séance, Carlos Sainz Jr., en pneus pour piste sèche, passe en tête en 1 min 31 s 790 et provoque la ruée en piste de ses rivaux. Si Verstappen tourne en 1 min 31 s 486, Sainz reprend la main en deux temps (1 min 30 s 689 puis 1 min 29 s 852). Les Ferrari prennent ensuite les devants grâce à Sebastian Vettel (1 min 28 s 673), Kimi Räikkönen (1 min 28 s 490 puis 1 min 27 s 934) et à nouveau Vettel (1 min 26 s 537 et 1 min 25 s 799). Rosberg, toujours chaussé des pneus les plus durs à l'instar des autres concurrents, améliore enfin, en 1 min 25 s 480, alors que Lewis Hamilton sort de la piste dans la première chicane et doit couper son effort,,.
Dans les dernières minutes de la séance, les pilotes se relancent en pneus tendres pour préparer la qualification de l'après-midi. Valtteri Bottas tourne alors en 1 min 25 s 366, Rosberg en 1 min 24 s 908 et Vettel en 1 min 24 s 808 ; Lewis Hamilton conclut la session en 1 min 24 s 544 alors que Daniel Ricciardo est à nouveau victime d'un problème mécanique à quelques minutes de la fin,,.

## Séance de qualifications

### Résultats des qualifications

#### Session Q1
La piste est entièrement sèche au début des qualifications du Grand Prix, avec une température dans l'air de 21 °C et 34 °C en piste. De nombreux pilotes vont être pénalisés à l'issue de cette qualification en raison de plusieurs changements au niveau de leur moteur. Nico Rosberg doit revenir à son moteur de Spa-Francorchamps à cause de problèmes techniques tandis que son coéquipier peut conserver la nouvelle spécification du bloc V6 Mercedes. Tous chaussés des pneus durs, les pilotes effectuent leur tour d'installation puis Lewis Hamilton fixe le temps de référence en 1 min 24 s 649 alors que Marcus Ericsson gêne Nico Hülkenberg dans son tour lancé et écope d'une pénalité d'un recul de trois places sur la grille,,.  
Un peu plus tard, en 1 min 24 s 251, Hamilton améliore et repousse son coéquipier Nico Rosberg à cinq dixièmes de secondes. Les pilotes Mercedes, largement au-dessus de leurs rivaux, sont les seuls, avec les pilotes Ferrari, à ne pas chausser leurs pneus tendres durant cette phase qualificative. À cinq minutes du drapeau à damier, la lutte pour la Q2 oppose les pilotes McLaren Fernando Alonso et Jenson Button aux Sauber d'Ericsson et Felipe Nasr et à Daniil Kvyat tandis que les Manor Marussia ferment la marche,,. 
Max Verstappen, bloqué dans son stand par un problème de boîte de vitesses, ne peut pas effectuer le moindre tour chronométré. En effet, en toute fin de séance, alors qu'il vient juste de quitter son stand, il perd son capot moteur dans le virage no 3. Repêché par les commissaires de course au regard de ses performances en essais libres, il est autorisé à prendre le départ de l'épreuve depuis la dernière place de la grille,,. 
À 5 minutes de la fin,  côté de chez Red Bull, Daniel Ricciardo prend enfin la piste au volant de sa Red Bull RB11 et in extremis à accéder à la Q2. Les cinq pilotes éliminés sont donc Will Stevens et son coéquipier Roberto Merhi, Alonso et son coéquipier Button et Verstappen,,.

#### Session Q2
Tous les pilotes chaussent leurs pneus tendres pour tenter d'accéder à la Q3, hormis Daniel Ricciardo, qualifié in extremis, et qui renonce sur problème technique à poursuivre les épreuves qualificatives. Nico Rosberg fixe le temps de référence en 1 min 24 s 128 (devant Valtteri Bottas) mais, quelques secondes plus tard, Lewis Hamilton améliore de plus de sept dixièmes de seconde, en 1 min 23 s 383,,. 
Les Force India VJM08B de Nico Hülkenberg et Sergio Pérez, avec plus de 353 km/h de vitesse de pointe, sont les plus rapides et pointent dans les dix premiers du classement. Sebastian Vettel s'intercale ensuite entre les deux Mercedes, à 5 dixièmes de seconde d'Hamilton. Kimi Räikkönen fait encore mieux en s'approchant à 3 dixièmes de seconde du Britannique,,.
Dans les dernières minutes, contrairement à Hamilton et Räikkönen qui restent au stand, Vettel et Rosberg reprennent la piste pour ne pas prendre le moindre risque d'élimination précoce car les pilotes Williams F1 Team, Felipe Massa et Bottas, améliorent leurs performances. Vettel se rapproche à 2 dixièmes de seconde du meilleur temps d'Hamilton. Pénalisés par le manque de puissance de leur bloc Renault, Carlos Sainz Jr. et Daniil Kvyat sont éliminés : il n'y a aucun moteur français en Q3. Les trois autres éliminés sont Pastor Maldonado, Felipe Nasr et Ricciardo,,.

#### Session Q3
Lewis Hamilton, à l'issue de son premier tour lancé, s'empare du meilleur temps, en 1 min 23 s 397. Il devance les Ferrari SF15-T de Sebastian Vettel et Kimi Räikkönen, la Williams FW37 de Felipe Massa et son coéquipier Nico Rosberg. Nico Hülkenberg, auteur du septième temps, est victime d'un problème moteur et ramené définitivement à son stand par ses mécaniciens,,.
Lors de sa seconde tentative, Hamilton ne progresse pas mais conserve sa pole position ; Räikkönen dépasse son coéquipier Vettel et prend la deuxième place en 1 min 23 s 631. Nico Rosberg remonte à la quatrième place, en 1 min 23 s 703, et devance Massa, Valtteri Bottas, Sergio Pérez, Romain Grosjean, Hülkenberg (qui recule de deux places) et Marcus Ericsson,,.

### Grille de départ
| Pos.                                                                                      | Pilote           | Écurie                 | Qualifications 1 | Qualifications 2 | Qualifications 3 |
| ----------------------------------------------------------------------------------------- | ---------------- | ---------------------- | ---------------- | ---------------- | ---------------- |
| 1                                                                                         | Lewis Hamilton   | Mercedes               | 1 min 24 s 251   | 1 min 23 s 383   | 1 min 23 s 397   |
| 2                                                                                         | Kimi Räikkönen   | Ferrari                | 1 min 24 s 662   | 1 min 23 s 757   | 1 min 23 s 631   |
| 3                                                                                         | Sebastian Vettel | Ferrari                | 1 min 24 s 989   | 1 min 23 s 577   | 1 min 23 s 685   |
| 4                                                                                         | Nico Rosberg     | Mercedes               | 1 min 24 s 609   | 1 min 23 s 864   | 1 min 23 s 703   |
| 5                                                                                         | Felipe Massa     | Williams-Mercedes      | 1 min 25 s 184   | 1 min 23 s 983   | 1 min 23 s 940   |
| 6                                                                                         | Valtteri Bottas  | Williams-Mercedes      | 1 min 24 s 979   | 1 min 24 s 313   | 1 min 24 s 127   |
| 7                                                                                         | Sergio Pérez     | Force India-Mercedes   | 1 min 24 s 801   | 1 min 24 s 379   | 1 min 24 s 626   |
| 8                                                                                         | Romain Grosjean  | Lotus-Mercedes         | 1 min 25 s 144   | 1 min 24 s 448   | 1 min 25 s 054   |
| 9                                                                                         | Nico Hülkenberg  | Force India-Mercedes   | 1 min 24 s 937   | 1 min 24 s 510   | 1 min 25 s 317   |
| 10                                                                                        | Marcus Ericsson  | Sauber-Ferrari         | 1 min 25 s 122   | 1 min 24 s 457   | 1 min 26 s 214   |
| 11                                                                                        | Pastor Maldonado | Lotus-Mercedes         | 1 min 25 s 429   | 1 min 24 s 525   |                  |
| 12                                                                                        | Felipe Nasr      | Sauber-Ferrari         | 1 min 25 s 121   | 1 min 24 s 898   |                  |
| 13                                                                                        | Carlos Sainz Jr. | Toro Rosso-Renault     | 1 min 25 s 410   | 1 min 25 s 618   |                  |
| 14                                                                                        | Daniil Kvyat     | Red Bull-Renault       | 1 min 25 s 742   | 1 min 25 s 796   |                  |
| 15                                                                                        | Daniel Ricciardo | Red Bull-Renault       | 1 min 25 s 633   |                  |                  |
| 16                                                                                        | Jenson Button    | McLaren-Honda          | 1 min 26 s 058   |                  |                  |
| 17                                                                                        | Fernando Alonso  | McLaren-Honda          | 1 min 26 s 154   |                  |                  |
| 18                                                                                        | Will Stevens     | Manor Marussia-Ferrari | 1 min 27 s 731   |                  |                  |
| 19                                                                                        | Roberto Merhi    | Manor Marussia-Ferrari | 1 min 27 s 912   |                  |                  |
| Temps minimal à réaliser pour la qualification : 1 min 30 s 149 (107 % de 1 min 24 s 251) |                  |                        |                  |                  |                  |
| Nq.                                                                                       | Max Verstappen   | Toro Rosso-Renault     | Pas de temps     |                  |                  |

- Max Verstappen, initialement non qualifié, est repêché par les commissaires. De plus le Néerlandais est sanctionné de 20 places sur la grille pour avoir changé deux composants de l'unité de puissance de son moteur et doit effectuer un drive-through dans les trois premiers tours de la course pour une sortie des stands jugée dangereuse[21].
- Carlos Sainz Jr., auteur du treizième temps des qualifications, est pénalisé de 35 places sur la grille pour de multiples changements de l'ensemble moteur-boîte de vitesses. il s'élance de la dix-septième place de la grille[21].
- Daniil Kvyat, auteur du quatorzième temps des qualifications, est pénalisé de 35 places sur la grille pour de multiples changements de l'ensemble moteur-boîte de vitesses. il s'élance de la dix-huitième place de la grille[21].
- Daniel Ricciardo, auteur du quinzième temps des qualifications, est pénalisé de 50 places sur la grille pour de multiples changements de l'ensemble moteur-boîte de vitesses. Il s'élance de la dix-neuvième place de la grille[21].
- Jenson Button, auteur du seizième temps des qualifications, est pénalisé de 5 places sur la grille pour des changements d'éléments de l'unité de puissance. Bénéficiant des pénalisations de Sainz Jr, Kyvat et Ricciardo, il s'élance de la quinzième place de la grille[21].
- Fernando Alonso, auteur du dix-septième temps des qualifications, est pénalisé de 10 places sur la grille pour des changements d'éléments de l'unité de puissance. Bénéficiant des pénalisations de Sainz Jr, Kyvat et Ricciardo, il s'élance de la seizième place de la grille[21].
- Marcus Ericsson, auteur du dixième temps des qualifications est pénalisé de 3 places pour avoir gêné Nico Hülkenberg en qualifications, il s'élance de la douzième place de la grille[21].

## Course

### Déroulement de l'épreuve

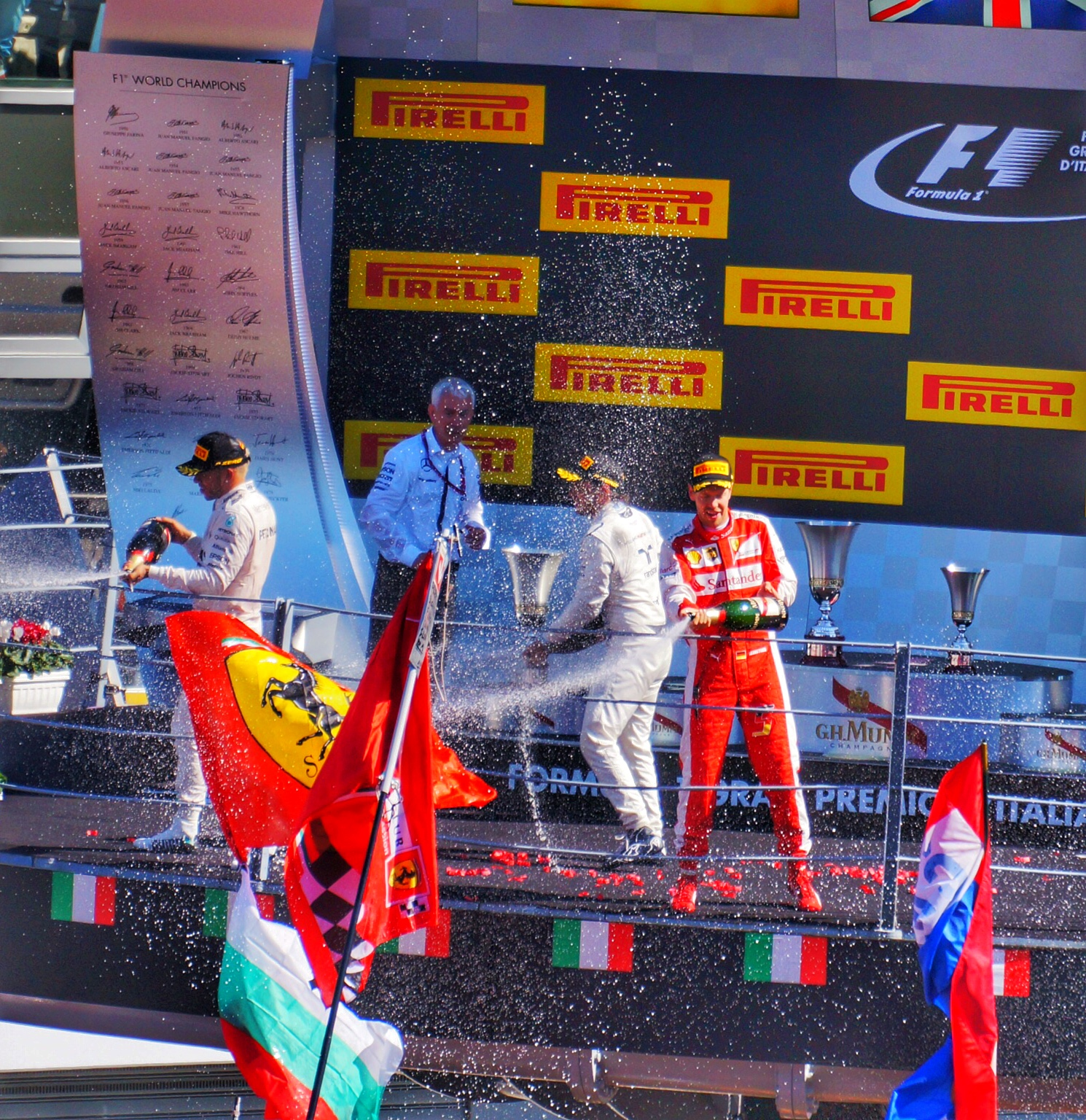
Le podium du Grand Prix d'Italie 2015.

Le temps est au beau fixe avec 22 °C dans l'air et 38 °C sur la piste au départ du Grand Prix d'Italie. Lewis Hamilton est en pole position alors que son équipier Nico Rosberg est sur le quatrième emplacement de la grille, derrière les Ferrari SF15-T de Kimi Räikkönen et Sebastian Vettel. Seuls Carlos Sainz Jr., Fernando Alonso, Daniil Kvyat et Daniel Ricciardo, en fond de grille, s'élancent en pneus durs. À l'extinction des feux, alors qu'Hamilton prend un bon départ, Räikkönen reste immobilisé sur son emplacement et est dépassé par l'ensemble du peloton qui parvient à l'éviter. Dans le même temps, piégé derrière le Finlandais, Rosberg chute à la sixième place et attaque Sergio Pérez pour entamer sa remontée. Dans la  première chicane, Felipe Nasr accroche Romain Grosjean qui abandonne ; Lotus F1 Team est particulièrement touché par la malchanche puisque Pastor Maldonado doit abandonner à son tour après avoir cassé son fond plat. Au premier passage sur la ligne de chronométrage, Hamilton devance Vettel, Felipe Massa, Valtteri Bottas, Pérez, Rosberg, Hülkenberg, Marcus Ericsson, Jenson Button, Sainz, Fernando Alonso, Daniel Ricciardo et Räikkönen,,.  
En tête de la course, Hamilton porte son avance à 2 secondes sur Vettel qui a creusé un écart comparable sur Massa. Usant de son aileron arrière mobile, Räikkönen poursuit sa remontée et se retrouve onzième au quatrième tour ; il est dixième deux boucles plus tard et atteint la neuvième place au septième tour. Button, après son bon départ, tente de résister à ses rivaux pour conserver sa position mais ne peut pas lutter longtemps faute de vitesse de pointe. Sainz est pénalisé de 5 secondes pour avoir court-circuité une chicane ; il est ainsi le premier à s'arrêter, dès le onzième tour. Pendant ce temps, Hamilton augmente son avance en tête : il possède 8 secondes de marge sur Vettel qui a repoussé Massa à 7 secondes. Toujours en délicatesse avec ses freins, Rosberg ne parvient pas à prendre le meilleur sur Bottas et, au quinzième tour, compte désormais 19 secondes de retard sur Hamilton. Mercedes décide donc de stopper Rosberg dès le dix-neuvième tour pour tenter de passer les deux pilotes Williams via les stands ; l'undercut est réussi puisque Massa, qui s'arrête au tour suivant, repart derrière le pilote Mercedes et que Bottas, un peu plus tard, est lui aussi dépassé après son arrêt,,.
Au trente-et-unième tour, après la première vague d'arrêts aux stands, Hamilton précède Vettel de 20 secondes, Rosberg de 24 s, Massa de 27 s et Bottas de 33 s ; suivent Pérez, Ricciardo, Hülkenberg, Ericsson, Räikkönen, Sainz et Kvyat. Tandis qu'Hamilton enchaîne les meilleurs tours en course, Vettel est désormais sous la menace directe de Rosberg. Kimi Räikkönen poursuit sa remontée et accède à la septième place au trente-quatrième tour. S'il s'apprête à attaquer la Force India VJM08B de Sergio Pérez, les Williams FW37 de Bottas et Massa sont désormais hors de sa portée. Alors que Lewis Hamilton poursuit sa chevauchée solitaire et se dirige vers sa septième victoire de la saison, il se voit intimer l'ordre d'accélérer lors des derniers tours de la course afin de creuser le plus gros écart possible sur Vettel qui est déjà de 23 secondes à quatre tours de l’arrivée : les ingénieurs Mercedes redoutent en effet qu'une pénalité de vingt secondes lui soit infligée car un de ses pneumatiques a été contrôlé avec une pression inférieure aux préconisations réglementaires fixées par Pirelli et la FIA,,. 
À deux tours du drapeau à damier, le moteur V6 Mercedes de la monoplace de Rosberg casse ; ce premier abandon de la saison coûte cher à l'Allemand qui était en passe de terminer troisième de la course. Lewis Hamilton (qui n'est finalement pas sanctionné sur tapis vert) remporte sa septième victoire de la saison devant Sebastian Vettel et Felipe Massa qui à du résister jusqu'au bout aux assauts répétés de son coéquipier Bottas; suivent pour les points, Räikkönen, Pérez,  Hülkenberg, Ricciardo, Ericsson et Kvyat,,.

### Classement de la course
| Pos. | no | Pilote           | Écurie                 | Tours | Temps/Abandon                      | Grille | Points |
| ---- | -- | ---------------- | ---------------------- | ----- | ---------------------------------- | ------ | ------ |
| 1    | 44 | Lewis Hamilton   | Mercedes               | 53    | 1 h 18 min 00 s 688 (235,904 km/h) | 1      | 25     |
| 2    | 5  | Sebastian Vettel | Ferrari                | 53    | + 25 s 042                         | 3      | 18     |
| 3    | 19 | Felipe Massa     | Williams-Mercedes      | 53    | + 47 s 635                         | 5      | 15     |
| 4    | 77 | Valtteri Bottas  | Williams-Mercedes      | 53    | + 47 s 966                         | 6      | 12     |
| 5    | 7  | Kimi Räikkönen   | Ferrari                | 53    | + 1 min 08 s 860                   | 2      | 10     |
| 6    | 11 | Sergio Pérez     | Force India-Mercedes   | 53    | + 1 min 12 s 783                   | 7      | 8      |
| 7    | 27 | Nico Hülkenberg  | Force India-Mercedes   | 52    | + 1 tour                           | 9      | 6      |
| 8    | 3  | Daniel Ricciardo | Red Bull-Renault       | 52    | + 1 tour                           | 19     | 4      |
| 9    | 9  | Marcus Ericsson  | Sauber-Ferrari         | 52    | + 1 tour                           | 12     | 2      |
| 10   | 26 | Daniil Kvyat     | Red Bull-Renault       | 52    | + 1 tour                           | 18     | 1      |
| 11   | 55 | Carlos Sainz Jr. | Toro Rosso-Renault     | 52    | + 1 tour                           | 17     |        |
| 12   | 33 | Max Verstappen   | Toro Rosso-Renault     | 52    | + 1 tour                           | 20     |        |
| 13   | 12 | Felipe Nasr      | Sauber-Ferrari         | 52    | + 1 tour                           | 11     |        |
| 14   | 22 | Jenson Button    | McLaren-Honda          | 52    | + 1 tour                           | 15     |        |
| 15   | 28 | Will Stevens     | Manor Marussia-Ferrari | 51    | + 2 tours                          | 13     |        |
| 16   | 98 | Roberto Merhi    | Manor Marussia-Ferrari | 51    | + 2 tours                          | 14     |        |
| 17   | 6  | Nico Rosberg     | Mercedes               | 50    | Moteur                             | 4      |        |
| 18   | 14 | Fernando Alonso  | McLaren-Honda          | 47    | Perte de puissance                 | 16     |        |
| Abd. | 8  | Romain Grosjean  | Lotus-Mercedes         | 1     | Accrochage (casse de suspension)   | 8      |        |
| Abd. | 13 | Pastor Maldonado | Lotus-Mercedes         | 1     | Accrochage (direction faussée)     | 10     |        |

- Après l'arrivée, Lewis Hamilton est menacé d'un déclassement pour non-respect de la limite de pression des pneus. Après avoir entendu les responsables de Mercedes et de Pirelli, les commissaires de la Fédération internationale de l'automobile décident de ne prononcer aucune sanction[26].

### Pole position et record du tour
- Pole position :  Lewis Hamilton  (Mercedes) en 1 min 23 s 397 (250,067 km/h)[27].
- Meilleur tour en course :   Lewis Hamilton  (Mercedes) en 1 min 26 s 672 (240,618 km/h) au quarante-huitième tour[28].

### Tours en tête
- Lewis Hamilton :  53 tours (1-53)[29].

## Classements généraux à l'issue de la course
| Pos. | Pilote           | Écurie               | Points |
| ---- | ---------------- | -------------------- | ------ |
| 1    | Lewis Hamilton   | Mercedes             | 252    |
| 2    | Nico Rosberg     | Mercedes             | 199    |
| 3    | Sebastian Vettel | Ferrari              | 178    |
| 4    | Felipe Massa     | Williams-Mercedes    | 97     |
| 5    | Kimi Räikkönen   | Ferrari              | 92     |
| 6    | Valtteri Bottas  | Williams-Mercedes    | 91     |
| 7    | Daniil Kvyat     | Red Bull-Renault     | 58     |
| 8    | Daniel Ricciardo | Red Bull-Renault     | 55     |
| 9    | Romain Grosjean  | Lotus-Mercedes       | 38     |
| 10   | Sergio Pérez     | Force India-Mercedes | 33     |
| 11   | Nico Hülkenberg  | Force India-Mercedes | 30     |
| 12   | Max Verstappen   | Toro Rosso-Renault   | 24     |
| 13   | Felipe Nasr      | Sauber-Ferrari       | 16     |
| 14   | Pastor Maldonado | Lotus-Mercedes       | 12     |
| 15   | Fernando Alonso  | McLaren-Honda        | 11     |
| 16   | Carlos Sainz Jr. | Toro Rosso-Renault   | 9      |
| 17   | Marcus Ericsson  | Sauber-Ferrari       | 9      |
| 18   | Jenson Button    | McLaren-Honda        | 6      |

| Pos. | Écurie               | Points |
| ---- | -------------------- | ------ |
| 1    | Mercedes             | 451    |
| 2    | Ferrari              | 270    |
| 3    | Williams-Mercedes    | 188    |
| 4    | Red Bull-Renault     | 113    |
| 5    | Force India-Mercedes | 63     |
| 6    | Lotus-Mercedes       | 50     |
| 7    | Toro Rosso-Renault   | 35     |
| 8    | Sauber-Ferrari       | 25     |
| 9    | McLaren-Honda        | 17     |

## Statistiques
Le Grand Prix d'Italie 2015 représente :
- la 49e pole position de sa carrière en Formule 1 pour Lewis Hamilton[32] ;
- la 40e victoire de sa carrière en Formule 1 pour Lewis Hamilton[33] ;
- le 9e hat-trick de sa carrière pour Lewis Hamilton[34] ;
- le 2e chelem de sa carrière pour Lewis Hamilton[35] ;
- la 39e victoire pour Mercedes en tant que constructeur[36] ;
- la 125e victoire pour Mercedes en tant que motoriste[37] ;

Au cours de ce Grand Prix :
- À la suite de l'abandon de son coéquipier Nico Rosberg, Lewis Hamilton reste le seul pilote à avoir inscrit des points lors de chaque manche depuis le début du championnat[38] ;
- Danny Sullivan (15 Grands Prix chez Tyrrell Racing en 1983, 2 points, vainqueur des 500 miles d'Indianapolis 1985 et champion CART en 1988) est nommé assistant des commissaires de course[39].